# Westliche Floitenspitze
Die Westliche Floitenspitze (italienisch Cima di Flòite Ovest) ist ein 3195 m ü. A. hoher Gipfel im Zillertaler Hauptkamm und liegt an der Grenze zwischen dem österreichischen Bundesland Tirol und der italienischen Provinz Südtirol.  Sie ist der beherrschende Gipfel im Talschluss des inneren Floitengrunds. Mit der etwa 500 Meter entfernten Östlichen Floitenspitze (3154 m) ist sie über einen wilden, zerrissenen Grat verbunden.

## Lage und Umgebung

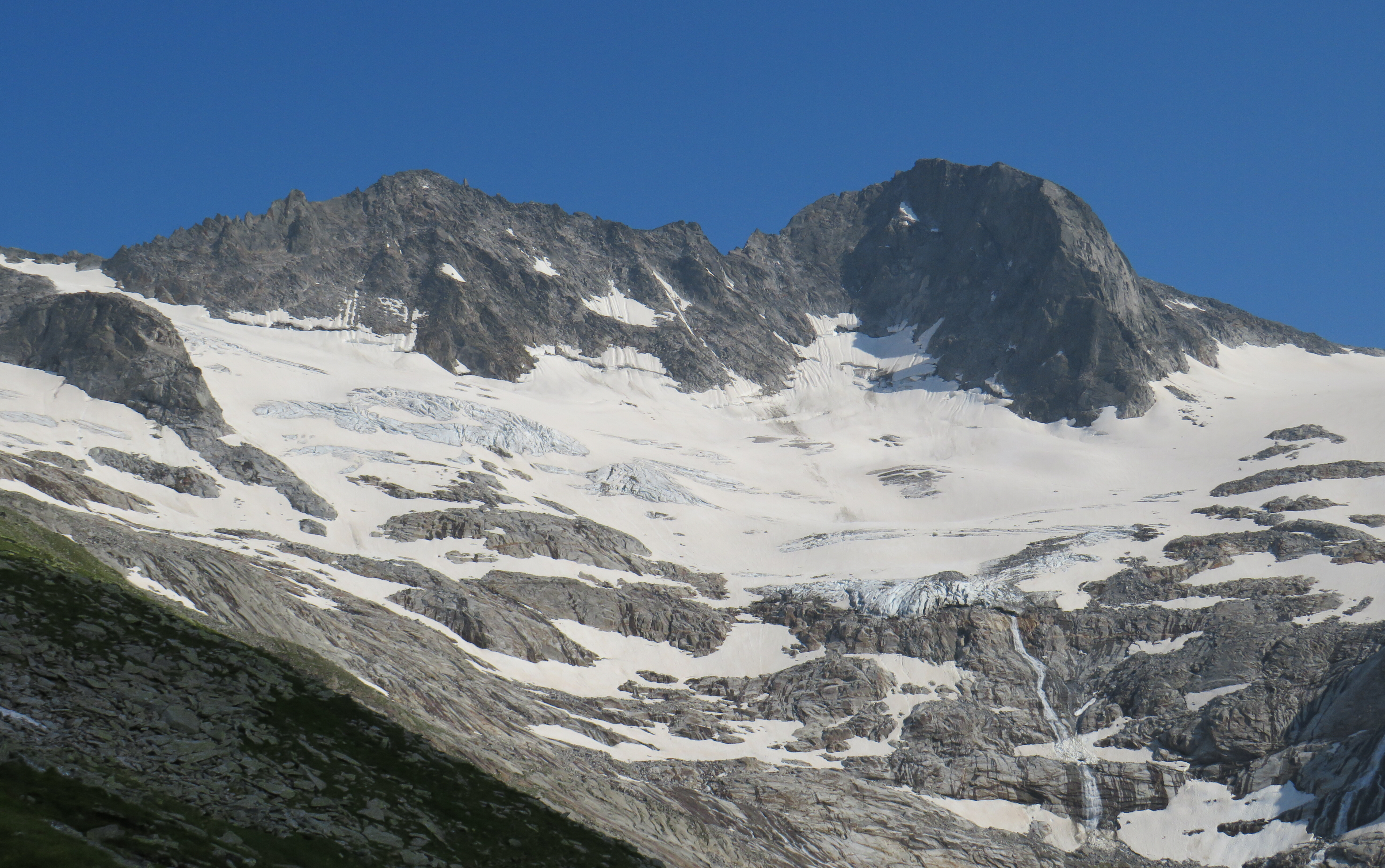
Östliche (links) und Westliche Floitenspitze mit Floitenkees

Die Floitenspitzen befinden sich im Zillertaler Hauptkamm zwischen dem Schwarzenstein (3369 m) im Westen und dem Großen Löffler (3379 m) im Osten. Die Westliche Floitenspitze ist vom Felsköpfl, dem nordöstlichen Vorgipfel des Schwarzensteins, durch den Tribbachsattel (Schreibweise teils auch Trippachsattel) (3013 m) getrennt, an dem sich die Schwarzensteinhütte befindet. In dem sich zum Tribbachsattel senkenden Südwestgrat befindet sich mit dem Tribbachkopf (3111 m) auch noch ein kaum selbstständiger Vorgipfel.
Die Östliche Floitenspitze trennt das Floitenjoch (3027 m) von der Tribbachspitze (3271 m), einem Vorgipfel im Südgrat des Großen Löfflers. Die tiefste Scharte im Verbindungsgrat zwischen den Floitenspitzen misst 3095 m. Neben diesem in nordöstlicher Richtung verlaufenden Verbindungsgrat und dem ebenfalls den Hauptkamm bildenden Südwestgrat entsendet die Westliche Floitenspitze einen weiteren markanten Grat nach Nordwesten.
Südöstlich der Floitenspitzen befindet sich das mittlerweile in mehrere Teile zerfallene Tribbachkees. Deutlich stärker ist die Vergletscherung auf der Nordwestseite, wo sich das Floitenkees befindet.

## Alpinismus

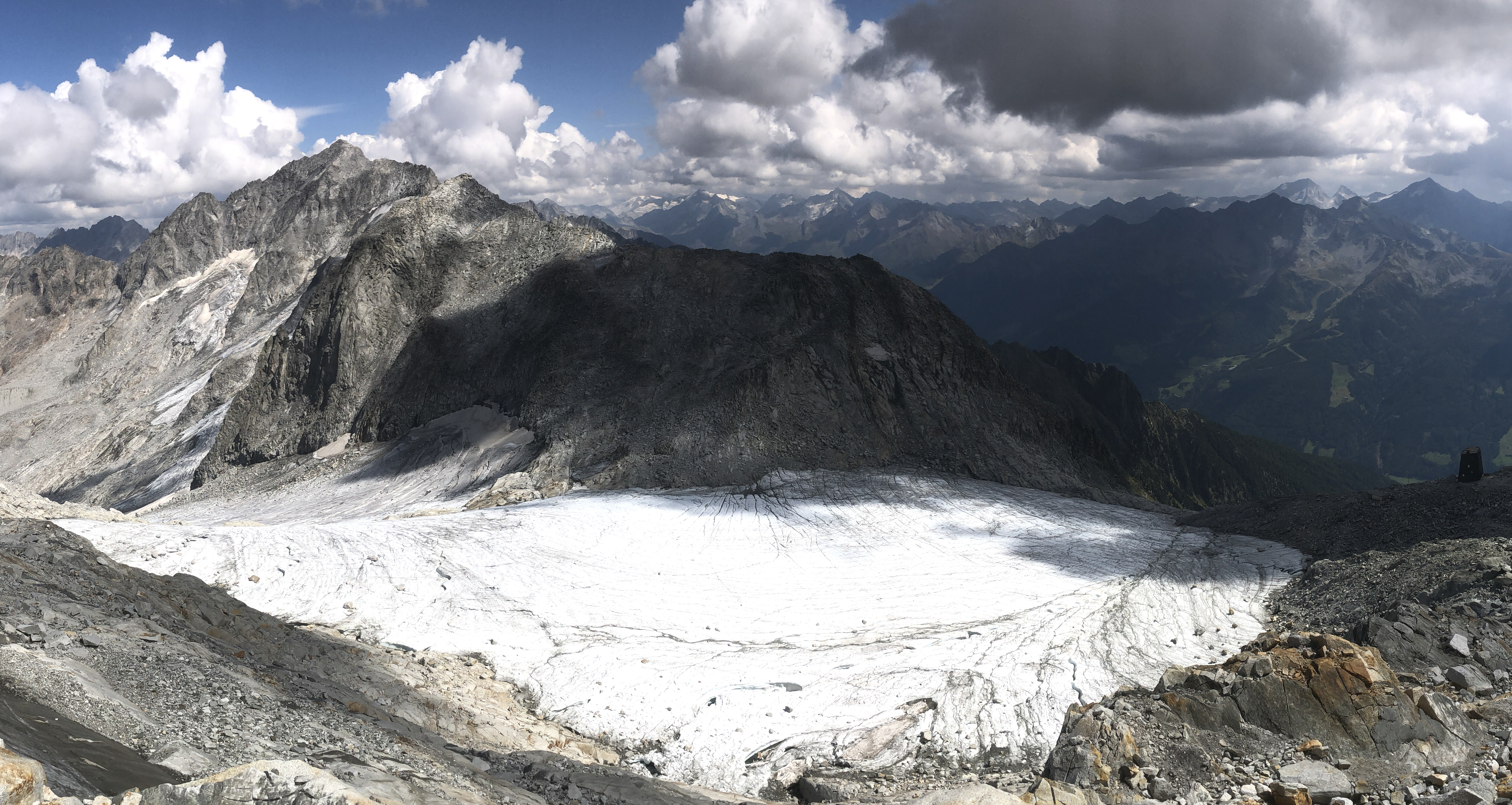
Westliche Floitenspitze (mittig) mit Normalweg, links dahinter Großer Löffler und Kleiner Löffler (ganz links), rechts vorn im Schatten der Tribbachkopf, vorne das Tribbachkees mit dem Tribbachsattel, links das Floitenkees, ganz rechts die Schwarzensteinhütte, mittig im Hintergrund die Venedigergruppe, rechts Durreck und Großer Moosstock, dahinter Rieserfernergruppe mit Hochgall, Wildgall und Schneebiger Nock

Die Erstbesteigung der Westlichen Floitenspitze gelang Moritz von Déchy aus Budapest mit Führer Stefan Kirchler aus Luttach am 13. August 1876. Sie waren um 4 Uhr in Luttach gestartet, passierten den Tribbachsattel um 10 Uhr und erreichten den Gipfel um kurz vor 11 Uhr.
Der heutige Normalweg führt von der Schwarzensteinhütte auf Steigspuren (blaue Markierungen) hinab zum Gletscher und über den vergletscherten Tribbachsattel (Steigeisen können je nach Verhältnissen erforderlich sein; seit Sommer 2022 muss eine lange Längsspalte mit tiefem Bachlauf oberhalb (Nordwestecke des vergletscherten Tribbachsattels) oder unterhalb (südlich absteigend und wiederaufsteigend) umgangen werden) und anschließend zunächst nach Osten in Richtung des Tribbachkopfes (Steigspuren, größtenteils Gehgelände). Etwas nördlich des Tribbachkopfes gelangt man auf den Südwestgrat der Westlichen Floitenspitze. Über diesen Blockgrat, teils in die nordwestliche Flanke ausweichend, erreicht man in leichter Kletterei (I+) bald den von weiten schon sichtbaren Gipfel mit Kreuz und Bank. Von der Hütte benötigt man gut eine Stunde, der Aufstieg ist nach dem Gletscher bis zum Gipfel mit Steinmännern markiert.
Alternativ kann auch von der Greizer Hütte aus dem Floitengrund aufgestiegen werden, wobei die nicht markierte alpine Route zunächst in Richtung Östliche Floitenspitze führt (teils Steigspuren) vor der man das Floitenkees erreicht über das man dann rechts einrehend teils steil über den spaltenreichen Gletscher aufsteigt bis man den Tribbachsattel erreicht; ab dort folgt man dann dem Normalweg zum Gipfel. Für diese Aufstiegsvariante benötigt man etwa 4,5 Stunden, Gletscherausrüstung und alpine Erfahrung sind unbedingt erforderlich.
Nordwestgrat und Nordwand bieten anspruchsvolle Kletterrouten. Der Übergang zur östlichen Floitenspitze ist ebenfalls anspruchsvoll  (IV) und sehr ausgesetzt.